# Статева зрілість
Статева зрі́лість — вік або стадія життя, коли організм має здатність до розмноження. Інколи цей термін розглядають як синонім дорослого організму, хоча суворо говорячи ці слова мають різні значення. Статеву зрілість людини та процес переходу до неї — пубертат — розглянуто в окремих статтях.
Більшість багатоклітинних організмів не здатні до статевого відтворення одразу після народження, і залежно від виду, до того часу як вони отримають цю можливість проходить від кількох годин до більш ніж десятиліття. Також, перехід до статевої зрілості може вимагати певних сигналів. Вони можуть бути як зовнішніми, такими як посуха, або внутрішніми, як відсоток жиру в тілі (такі внутрішні сигнали не слід плутати з гормонами, які безпосередньо викликають статеву зрілість).
Для статевої зрілості необхідне визрівання органів розмноження і виробництво статевих клітин. Ці зміни також можуть супроводжуватися швидким ростом або іншими фізіологічними змінами, які відрізняють незрілий організм від його дорослої форми. Ці ознаки знані як вторинні статеві ознаки, і часто характеризують збільшення статевого диморфізму. Наприклад, до досягнення статевої зрілості діти людини мають плоскі груди, як і дорослі чоловіки, але не дорослі жінки.
Після досягнення статевої зрілості деякі організми можуть втратити здатність до відтворення або навіть змінити стать. Також, хоча в багатьох організмах статева зрілість пов'язана з віком, вона залежить і від інших факторів, а вторинні статеві ознаки інколи можуть проявлятися і без досягнення статевої зрілості. З іншого боку, інколи зовнішньо «незрілі» форми також можуть відтворюватися (дивіться прогенез).